# Sinderedo
Sinderedo o Sindredo (Sinderedus o Sindredus en latín), fue el último arzobispo toledano visigótico (c. 710). 
En el momento de la invasión musulmana, Sinderedo, partidario del rey Rodrigo, huyó hacia Italia poco después de la batalla de Guadalete en 711. Hallándose en Roma, Sinderedo asistió al concilio que el papa Gregorio II presidió allí en el año 721 contra los ilícitos casamientos de los clérigos, y firmó Sinderedo con título de obispo ex Hispania (Sinderedus episcopus ex Hispania).